# Schizocharis milletiae
Schizocharis milletiae är en stekelart som beskrevs av Geoffrey John Kerrich 1969.
Schizocharis milletiae ingår i släktet Schizocharis och familjen finglanssteklar. Artens utbredningsområde är Kongo. Inga underarter finns listade i Catalogue of Life.